# Mimosa honesta
Mimosa honesta är en ärtväxtart som beskrevs av Carl Friedrich Philipp von Martius. Mimosa honesta ingår i släktet mimosor, och familjen ärtväxter. Inga underarter finns listade i Catalogue of Life.